# Ruhe! Hier stirbt Lothar
Ruhe! Hier stirbt Lothar ist eine deutsche Tragikomödie aus dem Jahr 2021. In den Hauptrollen spielen Jens Harzer und Corinna Harfouch.

## Handlung
Lothar Kellermann ist 49 Jahre alt und geschieden. Er besitzt ein Fliesenfachgeschäft, seine Mitarbeiter behandelt er nicht sonderlich wertschätzend. Ein Menschenfreund ist er nicht. Sein einziger Bezugspunkt ist sein Hund Bosco, zu dem er eine liebevolle Beziehung aufgebaut hat. Als er mit Hautproblemen zum Arzt geht, bekommt er eine niederschmetternde Diagnose. Er habe eine besonders aggressive Form von Lymphdrüsenkrebs und nicht mehr lange zu leben.
Er beginnt, sich um alle entsprechenden Formalitäten zu kümmern. Er verkauft sein Haus und auch sein Geschäft, wobei er organisiert, dass seine Mitarbeiter übernommen werden. Seinen Hund gibt er in ein Tierheim, welches er mit einer Schenkung seines gesamten Vermögens bedenkt. Er selbst zieht für den Rest seiner Lebenszeit in ein Hospiz ein, wo er sich eigentlich ganz wohl fühlt. Dort trifft Lothar die an Brustkrebs im Endstadium erkrankte Rosa, mit der er sich im Vergleich zu den meisten anderen Menschen sogar anfreundet. Seine Tochter Mira, zu der er seit Jahren keinen Kontakt hatte, besucht ihn wegen der letzten Vorkehrungen. Doch wenig später kommt die richtige Diagnose. Er habe keinen Krebs, sondern eine schwer zu diagnostizierende, aber insgesamt harmlose Hauterkrankung. Für Lothar ist das ein richtiges Problem, denn er hat jetzt weder Geld noch Haus, sein Hund Bosco ist weg und im Hospiz darf er auch nicht mehr bleiben.
Mira nimmt ihn vorübergehend bei sich auf, doch er verscherzt es sich sofort mit ihr und muss notgedrungen in seinem ehemaligen Geschäft schlafen. Von Miras Freund Ansgar hält er nicht viel, er sei langweilig, habe kein Rückgrat und keine persönliche berufliche Philosophie. Er überwirft sich auch mit seinem früheren Mitarbeiter Manfred, der auf seinen Wunsch hin sogar eine Trauerrede für ihn geschrieben hat. Lothar ist des Lebens überdrüssig, kann in letzter Sekunde aber vom Suizid abgebracht werden.
Erneut zieht Lothar bei Mira ein und versucht, sein Leben in den Griff zu bekommen und es fortan besser zu nutzen. Er wird Mitarbeiter in dem Fliesengeschäft, das ihm früher gehörte, und mietet sich eine kleine Wohnung in einem Plattenbau. Immer wenn er Rosa im Hospiz besucht, bringt er ihr seine Lieblingsfliesen mit und sie verbringen in der ihnen bleibenden Zeit noch ein paar schöne Momente miteinander. Als Mira sich von Ansgar trennt, kümmert sich Lothar um ihn und versucht sogar, die beiden wieder zusammenzubringen.
Lothar führt die Veränderungen in seinem Leben fort und befreit zum Schluss Bosco aus dem Garten seiner neuen Besitzerin.

## Produktion
Der Film wurde vom 21. Juli 2020 bis zum 20. August 2020 in Hamburg gedreht und erstmals am 27. Januar 2021 im Ersten ausgestrahlt.

## Rezeption

### Kritiken
Im Lexikon des internationalen Films findet sich in der Kritik folgende Einschätzung: „Tragikomödie mit herausragender Besetzung um die unverhoffte Konfrontation eines Menschenfeindes mit Emotionen, die er stets abgelehnt hat.“
In seiner Filmbesprechung bei tittelbach.tv gibt Rainer Tittelbach dem Film insgesamt 5,5 von 6 Sternen und bezeichnet ihn als doppelbödige Tragikomödie ohne konventionelles Happy End. Es wird nichts märchenhaft vorgespielt, deshalb „ist es ein wahrhaftiger, lebensbejahender Film“. Besonders lobenswert seien die beiden Hauptdarsteller Jens Harzer und Corinna Harfouch.

### Einschaltquoten
Die Erstausstrahlung von Ruhe! Hier stirbt Lothar am 27. Januar 2021 sahen in Deutschland 3,84 Millionen Zuschauer, was einem Marktanteil von 11,7 % entsprach.

## Auszeichnungen
- 2021: Hessischer Fernsehpreis für Jens Harzer[5]
- 2021: Fernsehfilmfestival Baden-Baden – Sonderpreis für das herausragende Drehbuch (Ruth Toma)[6]
- 2022: Deutsche Akademie für Fernsehen (DAfF) – Bester Hauptdarsteller (Jens Harzer), Bestes Drehbuch (Ruth Toma)[7]